# Forests Now Declaration
De Forests Now Declaration (Engels voor "Wouden Nu"-verklaring) is een verklaring die oproept tot de invoering van een aantal nieuwe, marktgebaseerde mechanismen om de regenwouden te beschermen. De Verklaring is opgesteld door het Global Canopy Programme (Programma voor een Wereldwijde Overkapping) en is reeds door meer dan 200 ngo's, bedrijfsleiders, wetenschappers en natuurbeschermers onderschreven. Ze is in het leven geroepen toen de LULUCF-emissierechten uit het Clean Development Mechanism voor de Eerste Periode van Toezegging van het Kyotoprotocol geschrapt werden, hoewel de betrokken gebieden 18-25% van alle uitstoot uitmaken.

## Redenering
De ontbossing zal gedurende de komende vijf jaren meer koolstofdioxide in de atmosfeer pompen dan alle vliegtuigen samen, sinds de tijd van de gebroeders Wright op zijn minst tot 2025. Toch worden de cijfers in verband met de verminderde ontbossing geweerd uit het Clean Development Mechanism voor de eerste periode van toezegging van het Kyotoprotocol, waardoor dicht beboste landen geen enkele aansporing krijgen om hun ontbossingscijfers naar beneden te halen. De Forests Now Declaration tracht nieuwe, marktgebaseerde mechanismen in te stellen, teneinde de ecosystemen te bewaren, waarmee de wouden een grote bijdrage leveren aan de bewaring van de biodiversiteit, de daling van de uitstoot van koolstofdioxide en de zowel wereldwijde als plaatselijke hydrologische en minerale kringlopen.

## Voorschriften
De Verklaring stelt 6 veranderingen voor aan de bestaande omkadering voor emissiehandel:
- Ervoor zorgen dat de emissierechten voor de verminderd uitstoot door ontbossing en degradatie (REDD) en de bescherming van bestaande wouden in alle nationale en internationale markten opgenomen worden, in het bijzonder in diegene die opgericht zin door de UN Framework Convention on Climate Change.
- De regelgeving rond emissiehandel - en daarbij rond het CDM vereenvoudigen en uitbreiden, om herbebossing, bebossing en duurzaam bosbeheer aan te moedigen.
- Emissierechten in verband met regenwoud en landgebruik aan het Schema voor Emissiehandel van de Europese Unie toevoegen, terwijl men sterke aanmoedigingen om industriële emissies terug te brengen blijft behouden.
- Vroege actie en nieuwe marktmechanismen aanmoedigen, die de waarde van emissierechten en de diensten van bosecosystemen erkennen, en aangepaste, vrijwillige richtlijen voor emissiehandel steunen.
- Bijstand voorzien voor ontwikkelingslanden, zodat ook zij de capaciteit ontwikkelen om ten volle deel te nemen aan de emissiehandel, en om de diensten die de ecosystemen van hun wouden leveren te evalueren.
- Het duurzame gebruik van gedegradeerd land en ecosystemen stimuleren, en stimulansen die bosvernietiging aanmoedigen wegnemen.

## Ondertekenaars
Meer dan 200 individuen en organisaties hebben de Verklaring reeds ondertekend, onder wie:
- Union of Concerned Scientists
- Flora and Fauna International
- Wildlife Conservation Society
- Conservation International
- Coalition for Rainforest Nations
- Tropical Forest Trust[4]
- Hans Blix
- Wangari Maathai
- Jane Goodall